# Rancho Seco, San Felipe
Rancho Seco är en ort i Mexiko.   Den ligger i kommunen San Felipe och delstaten Guanajuato, i den centrala delen av landet, 300 km nordväst om huvudstaden Mexico City. Rancho Seco ligger 2 057 meter över havet och antalet invånare är 322.
Terrängen runt Rancho Seco är kuperad söderut, men norrut är den platt. Runt Rancho Seco är det ganska tätbefolkat, med 75 invånare per kvadratkilometer. Närmaste större samhälle är San Felipe, 16,4 km norr om Rancho Seco. Omgivningarna runt Rancho Seco är i huvudsak ett öppet busklandskap.